# ملسان بسابه
ملسان بسابه (متولد ۲۹ مه ۱۹۹۲) یک بسکتبالیست حرفه ای آمریکایی-پورتوریکایی است
او برای پیراتاس د کبرادیلاس از بالونستو برتر ملی (BSN) بازی می‌کرد. او بسکتبال دانشگاهی را در دانشگاه آیووا بازی می‌کرد.
باسابه در وینستون-سالم، کارولینای شمالی از پدرش کارلوس باسابه و مادرش آلوها ویلکس به دنیا آمد. باسابه اگرچه در کارولینای شمالی متولد شد، اما در مدرسه سنت مارک در ساوتبورو، ماساچوست تحصیل کرد.